# Grimetons församling
Grimetons församling var en församling i Göteborgs stift, Varbergs kommun i Hallands län.
Församlingskyrka var Grimetons kyrka.

## Administrativ historik
Församlingen har medeltida ursprung.
Församlingen var till 2002 moderförsamling i pastoratet Grimeton och Rolfstorp som 1962 utökades med Hunnestad,  Gödestads, Skällinge och Nösslinge församlingar.  Församlingen uppgick 2002 i Himledalens församling tillsammans med övriga församlingar i pastoratet.
Församlingskod var 138308.